# Swiss-Flug 850
Auf dem Swiss-Flug LX 850 (Flugnummer: LX850), einem internationalen Linienflug der Swiss von Basel nach Hamburg, verunglückte am 10. Juli 2002 eine Saab 2000. Das Flugzeug konnte wegen eines Gewitters nicht in Hamburg gelandet werden. Nach vergeblichen Versuchen, die Maschine nach Berlin und Eberswalde umzuleiten, entschloss sich die Besatzung wegen des knappen Treibstoffs zur Landung auf dem Flugplatz Werneuchen. Nach dem Aufsetzen prallte das Flugzeug auf einen Erdwall, wodurch alle drei Fahrwerksbeine abbrachen, und kam auf dem Rumpf mit einem brennenden Triebwerk zum Stehen. Einer der sechzehn Passagiere an Bord erlitt leichte Verletzungen. Das Flugzeug musste als wirtschaftlicher Totalschaden abgeschrieben werden.
Die Untersuchung des Unfalls durch die Bundesstelle für Flugunfalluntersuchung (BFU) dauerte mehr als acht Jahre. Sie warf eine Vielzahl an Fragen auf, darunter ein mangelhaftes Crew Resource Management, eine ungenügende Weitergabe von Wetterinformationen an die Besatzung sowie fehlerhafte Landebahnmarkierungen am Flugplatz Werneuchen, auf dem die Landebahn von 2400 m auf 1500 m verkürzt worden war, die Markierungen der neuen Abmessungen aber bis „zur optischen Bedeutungslosigkeit erodiert“ waren.

## Flugzeug
Die Saab 2000 mit dem Kennzeichen HB-IZY trug den Taufnamen Doldenhorn, benannt nach dem 3643 m hohen Berg in den Berner Alpen. Das Flugzeug trug die Werknummer 047 und hatte seinen Jungfernflug am 30. April 1997. Zum Unfallzeitpunkt hatte es 12.303 Flugstunden und 12.069 Landungen absolviert und trug noch eine Crossair-Bemalung.

## Hergang
Alle Zeitangaben gemäß UTC, die lokale Zeit betrug UTC+2
Ursprünglich sollte Flug 850 mit einer Maschine der Embraer-ERJ-145-Familie bedient werden. Da eine Embraer 145 nicht bereitstand, wurde auf eine Saab 2000 ausgewichen und das Briefing für den Flug um 15 Minuten verlängert. Die tatsächliche Abflugszeit verschob sich daher gegenüber der geplanten um 10 Minuten auf 14:55 UTC.
Wetterberichte zeigten eine Ballung von Gewittern mit erwarteten Windgeschwindigkeiten von bis zu 83 km/h am Flughafen Hamburg sowie den benannten Alternativen Hannover und Bremen. Mehrere SIGMET-Warnungen wurden etwa eine Stunde vor dem Flugbeginn ab Basel ausgegeben, welche die Besatzung jedoch nicht erhielt. Die SIGMET-Warnungen deuteten eine aufziehende Gewitterfront an, die in der Gegend um Bremen FL380 erreichte. Die geplante Abflugszeit am Flughafen Basel-Mülhausen war 14:45 Uhr. Es waren neben vier Besatzungsmitgliedern 16 Passagiere an Bord. Die Flugwetterprognose TAF für den Flughafen Hamburg, gültig von 13:00 bis 22:00 Uhr, lautete: TAF EDDH 101200Z 101322 31010KT 9999 FEW025 TEMPO 1320 29020G40KT 3000 TSRA BKN013CB
Tempo 1922 4000 RA BKN014. Die Gewitterfront war Teil des Sturmtiefs Anita.
Runway 23 war die aktive Landebahn am Flughafen Hamburg. Beim Landeanflug traten aufgrund eines Gewitters schwere Turbulenzen auf und die Besatzung brach die Landung beim Unterschreiten von 3300 ft ab. Später wurde festgestellt, dass sich ein Derecho gebildet hatte. Winde von 81 kn wurden aufgezeichnet und sieben Menschen fielen im Raum Berlin dem Sturm zum Opfer.
Der Sturm wurde als der schwerste Sommersturm der letzten 50 Jahre in Berlin bezeichnet. Die Besatzung entschloss sich zu Warteschleifen, während die Alternativen geprüft wurden. Vorgesehener Ausweichflughafen war der Flughafen Bremen, etwa 55 nm (nautische Meilen) entfernt. Um nach Bremen zu gelangen, musste ein Frontensystem durchflogen werden. Ein weiteres Flugzeug war erfolgreich auf Landebahn 33 in Hamburg gelandet und berichtete von starkem Wind. Die Besatzung von Flug 850 lehnte einen Landeversuch auf Runway 33 ab und forderte eine Umleitung an den Flughafen Hannover-Langenhagen an. Weder schlug die Flugverkehrskontrolle (FVK) weitere Alternativen vor, noch wurde eine entsprechende Anfrage von der Besatzung gestellt.
Im weiteren Flugverlauf verhinderte das Frontensystem eine Kursänderung in Richtung Hannover. Man entschloss sich zur Umleitung des Flugs zum Flughafen Berlin-Tegel. Das ATIS am Flughafen Berlin-Tegel gab Schönwetterbedingungen an und rechnete mit keinen signifikanten Veränderungen. Beim Anflug auf Runway 08L in Berlin-Tegel forderte die Besatzung Priorität an und nannte einen verbleibenden Treibstoffvorrat für 40 Flugminuten. Erneut traten beim Landeanflug schwere Turbulenzen auf, da das Frontensystem zwischenzeitlich Berlin erreicht hatte. Der Anflug wurde abgebrochen und die Besatzung bat bei der Flugverkehrskontrolle um einen Alternativflughafen. Vorgeschlagen wurde Flugplatz Eberswalde-Finow bei Eberswalde, was von der Besatzung mit der Bemerkung „Okay, we'll take anything at this point“ akzeptiert wurde. Ab diesem Moment wurde die Situation des Flugzeugs von der FVK als Emergency bewertet. Auf dem Weg nach Finow wurden am Ziel Gewitter beobachtet und durch die FVK nach Alternativen gesucht.
Die Flugverkehrskontrolle FVK schlug den Flughafen Neubrandenburg vor, was von der Besatzung des Fluges 850 nach dem Überprüfen der Wetterlage abgelehnt wurde. Daraufhin wurde der Flugplatz Werneuchen angeboten, der etwa 20 nm entfernt war und eine Landebahn mit 1500 m Länge aufwies. Werneuchen wurde von der Besatzung akzeptiert. Die FVK konnte den Vorsitzenden des in Werneuchen ansässigen Flugsportvereins kontaktieren. Dieser gab die Länge der Landefläche mit 2400 m an, wies aber auf einen Erdwall auf der Landebahn hin, sodass de facto 1500 m Länge verblieben. Eine Landung in Richtung 08 bedeutete daher eine Nutzbarkeit der Landebahn ausschließlich bis zum Erdwall.
Beinahe eine Stunde nach dem Abbruch des Anflugs auf den Flughafen Hamburg begann Flug 850 den Anflug auf Werneuchen. Die Besatzung meldete die Landebahn in Sicht und wurde von der Flugverkehrskontrolle darauf hingewiesen, dass sie im östlichen Teil der Landebahn zu landen hätten. Beim Endanflug merkte der Flugkapitän an, dass die Landebahn „länger als Bern“ sei und wies den Copilot an, zu landen, wo immer er wolle. Obwohl der gesperrte Teil der Landebahn als solcher markiert worden war, waren die Markierungen über die Jahre stark verwittert, so dass die ursprünglichen Markierungen besser zu sehen waren als die eigentlich gültigen. Schlechte Sichtverhältnisse und eine fehlende Landebahnbeleuchtung trugen dazu bei, dass die Besatzung den Erdwall nicht sah.
Der Copilot setzte das Flugzeug nach dem Passieren einer Schwellenmarkierung auf, woraufhin es mit dem Erdwall kollidierte, alle drei Fahrwerksbeine abbrachen und das Flugzeug auf dem Bauch zum Stillstand kam. Ein Feueralarm für das linke Triebwerk wurde ausgelöst und die Besatzung aktivierte die Feuerlöschvorrichtungen für beide Triebwerke. Eine Passagierin trug eine Beinverletzung davon. Das Flugzeug wurde später als wirtschaftlicher Totalschaden deklariert und anschließend entsorgt.

## Ermittlungen der BFU
Die Bundesstelle für Flugunfalluntersuchung (BFU) begann eine Untersuchung des Vorfalls, die 3.005 Tage dauern sollte (über acht Jahre). Sie nannte als Unfallursache eine Kombination mehrerer Faktoren. Hätte die Besatzung die SIGMETs erhalten – so die Annahme der BFU –, hätte sie wahrscheinlich die Gewitter als Teil eines Systems und nicht als isoliert erkannt. Damit wären der Besatzung andere Entscheidungen möglich gewesen.
Die METAR-Meldungen für Berlin-Tegel und Flughafen Berlin-Schönefeld lauteten CAVOK und NOSIG, was von der BFU scharf kritisiert wurde. Um 17:50 Uhr wurde in Berlin-Tegel die folgende METAR-Meldung herausgegeben: EDDT 04001KT CAVOK 30/17 Q1002 A2959 0998 2947 NOSIG.
Zu diesem Zeitpunkt befand sich die Kaltfront 30 km südwestlich von Berlin-Tegel und hatte sich in der vergangenen Stunde 100 km weiterbewegt. Die BFU war der Meinung, dass NOSIG nicht in der METAR-Meldung hätte auftauchen dürfen, und dass ein SPECI nötig gewesen wäre.
Um 18:20 Uhr wurde in Berlin-Tegel eine neue METAR-Meldung herausgegeben: EDDT VRB01KT 9999 FEW040CB SCT120 BKN260 29/17 Q1002 A2959 0998 2947 TEMPO 27025G55KT 2000 +TSRA BKN009 BKN015CB COMMENTS: OCNL LTNG AND CB SW OF STN. Diese METAR-Meldung wurde zwei Minuten herausgegeben, bevor Flug 850 den Anflug auf Berlin-Tegel begann.
Die Entscheidung, den Landeanflug auf den Flughafen Hamburg abzubrechen, wurde von der BFU unterstützt, nicht aber die Entscheidung zur Umleitung nach Hannover. Die Entscheidung zur Umleitung nach Berlin-Tegel, basierend auf den fehlerhaften Angaben CAVOK und NOSIG in Berlin-Tegel, wurde von der BFU bekräftigt. Beim Landeanflug auf den Flugplatz Werneuchen gebrauchte die Flugverkehrskontrolle nicht die korrekte Terminologie. Es wurde darüber hinaus festgehalten, dass die Landebahnmarkierungen am Flugplatz Werneuchen nicht den erforderlichen Standards entsprachen.